# Masaki Yokotani
Masaki Yokotani (横谷 政樹, Yokotani Masaki, Kyoto, 10 mei 1952) is een Japans voormalig voetballer die als verdediger speelde.

## Clubcarrière
In 1971 ging Yokotani naar de Hosei University, waar hij in het schoolteam voetbalde. Nadat hij in 1975 afstudeerde, ging Yokotani spelen voor Hitachi. Yokotani veroverde er in 1975 de Beker van de keizer en in 1976 de JSL Cup. In 9 jaar speelde hij er 124 competitiewedstrijden en scoorde 2 goals. Hij tekende in 1984 bij All Nippon Airways. Yokotani beëindigde zijn spelersloopbaan in 1986.

## Japans voetbalelftal
Masaki Yokotani debuteerde in 1974 in het Japans nationaal elftal en speelde 20 interlands.

## Statistieken
| Japans voetbalelftal | Japans voetbalelftal | Japans voetbalelftal |
| Jaar                 | Wed.                 | Dlp.                 |
| -------------------- | -------------------- | -------------------- |
| 1974                 | 1                    | 0                    |
| 1975                 | 10                   | 0                    |
| 1976                 | 6                    | 0                    |
| 1977                 | 3                    | 0                    |
| Totaal               | 20                   | 0                    |